# The Viola in My Life
The Viola in My Life ist ein vierteiliger Kompositionszyklus des US-amerikanischen Komponisten Morton Feldman.

## Geschichte
Feldman begann den Zyklus 1970 in Honolulu, wo er das erste Stück für Karen Philips, Bratschistin an der Universität von Honolulu, schrieb. Feldman, der zuvor mit offenen grafischen Notationen experimentiert hatte, kehrte mit diesem Stück zur traditionell-präzisen Notation zurück.
Er nutzt darin Stille und leise gespielte Töne, um einen mystischen, kargen Effekt am unteren Rand des Hörbaren zu erzeugen, bei dem der Hörer aufgefordert oder gar gezwungen wird, der Musik seine volle Aufmerksamkeit zu widmen. Die Uraufführung erfolgte am 19. September 1970 in London; Karen Philips spielte die Viola, begleitet wurde sie von den Pierrot Players unter Dirigent Peter Maxwell Davies.
Die Teile II und III komponierte Feldman dann im Oktober desselben Jahres; Teil IV folgte im März 1971.
Feldman, der sich für seine Musik zuweilen als von der „flachen Oberfläche“ der amerikanischen Avantgarde-Maler seiner Generation beeinflusst sah, beschrieb sein Werk wie folgt:

“The compositional format is quite simple. Unlike most of my music, the complete cycle of The Viola in My Life (I-IV) is conventionally notated as regards pitches and tempi. I needed the exact time proportions underlying the gradual and slight crescendo characteristic of all the muted sounds the viola plays. It was this aspect that determined the rhythmic sequence of events.”

„Das Kompositionsformat ist recht einfach. Anders als bei den meisten meiner Stücke wurden Tonhöhe und Tempi im gesamten Zyklus The Viola in My Life (I-IV) konventionell notiert. Ich brauchte dabei die genauen Zeitproportionen, die den graduellen, angedeuteten Crescendoeigenschaften aller abgedämpften Töne der Viola zugrunde liegen. Dieser Aspekt bestimmte die rhythmische Folge der Ereignisse.“

## Aufnahmen
Feldmann selbst dirigierte die Erstaufnahme von The Viola in My Life (I–III) am 7. Dezember 1970 in der CAMI Hall, NYC. Die Besetzung dabei war:
- Karen Philips: Viola
- Anahid Ajemian: Violine
- Seymour Barab: Cello
- David Tudor: Piano
- Paula Robinson: Flöte
- Arthur Bloom: Klarinette
- Raymond DesRoches: Percussion

Die Aufnahme wurde im Jahr 1971 von Composers Recordings Inc. (CRI) als Schallplatte veröffentlicht; die B-Seite bildete dabei die längere Komposition False Relationships And The Extended Ending, ebenfalls von Morton Feldman.
1992 wurde The Viola in My Life (I-IV) von CRI in der Reihe American Masters zusammen mit False Relationships And The Extended Ending und Why Patterns? unter dem Titel The Music of Morton Feldman auf CD veröffentlicht.